# Elizabeth Woodville
Elizabeth Woodville (også stavet Wydville, Wydeville eller Widvile) (ca. 1437 – 8. juni 1492) var dronning af England som hustru til kong Edvard 4. fra 1464 indtil hans død i 1483.
Hendes familie af landadel i det engelske sociale hierarki. Hendes mor, Jacquetta af Luxemburg, havde tidligere været gift med Johan af Lancaster, hertug af Bedford, Henrik 6.'s farbror. Elizabeths første ægteskab var med en mindre betydningsfuld støtte af Huset Lancaster, sir John Gray af Groby. Han faldt under Det 2. slag ved St. Albans og efterlod Elizabeth som enke til to sønner.
Hendes andet ægteskab med Edvard 4. var opsigtsvækkende takket være Elizabeths store skønhed og mangel på store godser. Edvard var den første konge af England siden normannernes erobring, der giftede sig med en af sine undersåtter, og Elizabeth var den første af disse gemalinder, der blev kronet som dronning. Hendes ægteskab berigede i høj grad hendes søskende og børn, men deres opstigen ved hoffet pådrog dem modstand fra Richard Neville, 16. jarl af Warwick, 'Kongemageren' og hans adskillige alliancer med de vigtigste i den stadig mere splittede kongefamilie. Denne modstand blev til åben strid mellem kong Edvard og Warwick. Det førte til en viljekrig, der til sidste resulterede i, at Warwick skiftede troskab til Huset Lancaster og Elizabeths far Richard Woodvilles henrettelse i 1469.
Efter sin mands død forblev Elizabeth politisk indflydelsesrig, selv efter at hendes søn, den kortvarigt proklamerede kong Edvard 5. af England, var blevet afsat af hendes svoger, Richard 3..
Edvard og hans yngre bror Richard forsvandt begge kort tid efter og formodes at være blevet myrdet. Elizabeth spillede nu en vigtig rolle for at sikre Henrik 7.'s magtovertagelse i 1485. Henrik giftede sig med hendes datter Elizabeth af York, afsluttede Rosekrigene og etablerede Tudor-dynastiet. Gennem sin datter blev Elizabeth bedstemor til Henrik 8..
Elizabeth blev tvunget til at give forrang til Henrik 7.'s mor, Lady Margaret Beaufort. Hendes indflydelse på begivenhederne i disse år og hendes afgang fra hoffet til pensionering er uklar.

## Opvækst og første ægteskab
Elizabeth Woodville blev født omkring 1437, muligvis i oktober, i Grafton Regis, Northamptonshire. Hun var førstefødte barn i et ulige ægteskab mellem Sir Richard Woodville og Jacquetta af Luxemburg, der kortvarigt skandaliserede det engelske hof. Woodville-familien var, selv om den var gammel og respektabel, af lavadel snarere end adel, en landadelig og velhavende familie med regeringsrepræsentanter, sheriffer og parlamentsmedlemmer, snarere end adelsmænd med sæde i Overhuset. Elizabeths mor var derimod enke efter hertugen af Bedford, onkel til kong Henrik 6. af England.
Omkring 1452 blev Elizabeth Woodville gift med sir John Grey af Groby, arvingen til Baroniet Ferrers of Groby. Han faldt under Det 2. slag ved St. Albans i 1461 for Huset Lancaster. Det blev meget ironisk, da Elizabeths fremtidige mand, Edvard 4., var den Huset Yorks tronprætendent. Elizabeth Woodvilles to sønner fra første ægteskab var Thomas (senere Markis af Dorset) og Richard.
Elizabeth Woodville blev kaldt "den smukkeste kvinde på øen Storbritannien" med "smalle øjne som en drage."

## Dronning
Edvard 4. havde mange elskerinder; den bedst kendte var Jane Shore, og han havde ikke ry for troskab. Hans ægteskab med enken Elizabeth Woodville fandt sted i hemmelighed, og selvom datoen ikke er kendt, siges det traditionelt at have fundet sted i hendes families hjem i Northamptonshire den 1. maj 1464. Kun brudens mor og to damer var til stede. Edvard giftede sig med hende godt tre år efter, at han havde overtaget den engelske trone efter den overvældende sejr over Lancaster-hæren i Slaget ved Towton. Det resulterede i kong Henrik 6.'s afsættelse. Elizabeth Woodville blev kronet dronning den 26. maj 1465, søndag efter Kristi himmelfartsdag.
I de tidlige år var Edvard 4.'s regering i England afhængig af en lille kreds støtter, især hans fætter, Richard Neville, 16. jarl af Warwick. Ved Edvard 4.'s hemmelige ægteskab forhandlede Warwick om en alliance med Frankrig i et forsøg på at modvirke et lignende arrangement, der blev udtænkt af hans svorne fjende Margrete af Anjou, den afsatte Henrik 6.'s hustru. Planen var, at Edvard 4. skulle gifte sig med en fransk prinsesse. Da hans ægteskab med Elizabeth Woodville, som både var borgerlig og fra en familie af Lancastrer-støtter, blev kendt, blev Warwick både til grin og fornærmet, og hans forhold til Edvard 4. blev aldrig godt igen. Ægteskabet blev også modtaget dårligt af det gehejmeråd, der ifølge Jean de Waurin fortalte Edvard med stor åbenhed, at "han måtte vide, at hun ikke var hustru for en prins som ham selv".
Med den nye dronning ankomsts på scenen kom mange slægtninge, hvoraf nogle blev gift ind de mest betydningsfulde familier i England.  Tre af hendes søstre blev gift med sønnerne af jarlerne af Kent, Essex og Pembroke. En anden søster, Catherine Woodville, giftede sig med dronningens 11-årige myndling Henry Stafford, 2. hertug af Buckingham, som senere sluttede sig til Edvard 4.'s bror Richard, hertug af Gloucester, i opposition til Woodville-familien efter Edvard 4'.s død. Elizabeths 20-årige bror John giftede sig med Katherine, hertuginde af Norfolk. Hertuginden var blevet enke tre gange og var sandsynligvis i tresserne, så ægteskabet skabte en skandale ved hoffet. Elizabeths søn af første ægteskab, Thomas Gray, giftede sig med Cecily Bonville, 7. baronesse Harington.
Da Elizabeth Woodvilles slægtninge, især hendes bror Anthony Woodville, 2. jarl Rivers, begyndte at udfordre Warwicks øverste stilling på den politiske scene i England, konspirerede Warwick sammen med sin svigersøn Georg, hertug af Clarence, kongens yngre bror. En af hans støtter beskyldte Elizabeth Woodvilles mor, Jacquetta af Luxembourg, for at udøve hekseri. Hun blev frikendt årrt efter. Warwick og Clarence gjorde to gange oprør og flygtede derefter til Frankrig. Warwick dannede en usikker alliance med Lancaster-dronningen Margrete af Anjou og genindsatte hendes mand Henrik 6. på tronen i 1470. Men i 1471 vendte Edvard 4. tilbage fra eksil og besejrede Warwick i Slaget ved Barnet og Lancaster-hæren i Slaget ved Tewkesbury. Henrik 6. blev dræbt kort efter.
Under sin mands midlertidige fald fra magten havde Elizabeth Woodville søgte asyl i Westminster Abbey, hvor hun fødte en søn, Edvard (senere kong Edvard 5. af England). I ægteskabet med Edvard 4. fødte hun ti børn, herunder en anden søn, Richard, hertug af York, som senere sluttede sig til sin bror som en af prinserne i Tower. Fem døtre nåede voksenalderen.
Elizabeth Woodville beskæftigede sig med kristen fromhed i overensstemmelse med de konventionelle forventninger til en dronning i Middelalderen. Hendes handlinger omfattede pilgrimsrejser, pavens aflad til dem, der knælede og sagde Angelus-bønne tre gange om dagen og grundlæggelsen af kapellet for Sankt Erasmus i Westminster Abbey.

## Enkedronning
Efter Edvard 4.'s pludselige død muligvis af lungebetændelse i april 1483 blev Elizabeth Woodville enkedronning. Hendes unge søn, Edvard 5., blev konge med hans onkel, Richard, hertug af Gloucester, der fungerede som Lord Protector. Som svar på Woodville-familiens 'forsøg på at monopolisere magten skyndte Gloucester sig hurtigt at tage kontrol over den unge konge og fik kongens onkel jarl Rivers og halvbror Richard Gray, Elizabeths søn, arresteret. Den unge konge blev overført til Tower of London for at afvente kroningen. Med sin yngre søn og sine døtre søgte Elizabeth igen asyl i Westminster Abbey. Lord Hastings, den afdøde konges førende støtte i London, der oprindeligt havde støttet Gloucesters handlinger, blev nu af Gloucester beskyldt for at have konspireret mod ham sammen med Elizabeth Woodville. Hastings blev uden videre henrettet. Om den sammensværgelse var virkelig, vides ikke. Richard anklagede Elizabeth for at have planlagt at "myrde og fuldstændig ødelægge" ham.
Den 25. juni 1483 fik Gloucester henrettet Elizabeth Woodvilles søn Richard Grey og bror Anthony, jarl Rivers i Pontefract Castle i Yorkshire. Loven Titulus Regius (1 Ric. III) udstedt af parlamentet gjorde Edvard 4.'s børn med Elizabeth illegitime med den begrundelse, at Edvard 4. havde indgået en kontrakt om ægteskab med enken lady Eleanor Butler, en juridisk bindende kontrakt, der gjorde enhver anden ægteskabskontrakt ugyldig. Den burgundiske krønikeskriver Philippe de Commines beretter, at det var Robert Stillington, biskop af Bath og Wells, der gennemførte en forlovelsesceremoni mellem Edvard 4. og lady Eleanor. Lovteksten medtog også anklager om hekseri mod Elizabeth uden detaljer og fik ingen konsekvenser. Hertugen af Gloucester og Lord Protector blev tilbudt tronen og besteg den som kong Richard 3.
Edvard 5., som ikke længere var konge, og hans bror Richard, hertug af York, forblev i Tower of London. De er ikke set siden sommeren 1483.

## Liv under Richard 3.
Dame Elizabeth Grey, allierede sig nu med hertugen af Buckingham (en tidligere nær allieret af Richard 3. som nu sandsynligvis søgte tronen for sig selv) og med lady Margaret Stanley (født Beaufort) og støttede Margarets søn Henrik Tudor, tiptipoldebarn af kong Edvard III og den nærmeste mandlige arving til Huset Lancasters krav til tronen med bare den mindste grad af gyldighed. For at styrke sit krav og forene de to stridende adelsslægter blev Elizabeth Woodville og Margaret Beaufort enige om, at sidstnævntes søn skulle gifte sig med førstnævntes ældste datter, Elizabeth af York, som ved hendes brødres død blev arving til Huset York. Henrik Tudor accepterede denne plan, og i december 1483 svor han offentligt en ed derom i katedralen i Rennes i Frankrig. En måned tidligere var et oprør i hans navn, ledet af Buckingham, blevet knust.
Richard 3.'s første parlament i januar 1484 fratog Elizabeth alle de besiddelser, hun havde fået under Edvard 4.. Den 1. marts 1484 forlod Elizabeth og hendes døtre deres asyl, efter at Richard 3. offentligt havde svoret en ed om, at hendes døtre ikke ville blive gjort fortræd eller forulempet, og at de ikke ville blive fængslet i Tower of London eller noget andet fængsel. Han lovede også at give dem ægteskabsmedgift og at gifte dem med adelsmænd. Familien vendte tilbage til hoffet og havde tilsyneladende sluttet fred med Richard 3. Efter Richard 3.'s hustru Anne Nevilles død i marts 1485 spredtes rygter om, at kongen, nu enkemand, skulle gifte sig med sin smukke og unge niece Elizabeth af York.

## Liv under Henrik 7.
I 1485 invaderede Henrik Tudor England og besejrede Richard 3. i Slaget ved Bosworth Field. Som konge giftede Henrik 7. sig med Elizabeth af York og fik Titulus Regius annulleret og alle fundne eksemplarer ødelagt. Elizabeth Woodville blev tildelt titlen og æresbevisninger, der tilfaldt enkedronningen.
Forskere er uenige om, hvorfor enkedronning Elizabeth tilbragte de sidste fem år af sit liv på Bermondsey Abbey, som hun trak sig tilbage til den 12. februar 1487. Blandt forfatterne til hendes nyere biografier mener David Baldwin, at Henrik 7. tvang hende til at forlade hoffet, mens Arlene Okerlund viste, at hun i juli 1486 havde planlagt at forlade hoffet for at leve et religiøst, dybsindigt liv i Bermondsey Abbey. En anden formodning er, at hun blevet tvunget til at trække sig tilbage til Bermondsey, fordi hun på en eller anden måde havde været involveret i York-oprøret under Lambert Simnel i 1487, eller blev betragtet som en potentiel allieret for oprørerne.
I Bermondsey Abbey blev Elizabeth behandlet med den respekt, der skyldtes en enkedronning. Hun levede et kongeligt liv med en pension på 400 £ og modtog små gaver fra Henrik 7. Hun var til stede ved fødslen af sit barnebarn Margrete i Westminster Palace i november 1489 og ved fødslen af sit barnebarn, den fremtidige Henrik 8., i Greenwich Palace i juni 1491. Hendes datter dronning Elizabeth besøgte hende lejlighedsvis. En anden af hendes døtre, Cecilie af York, besøgte hende oftere.
Henrik 7. overvejede kortvarigt at gifte sin svigermor med kong Jakob 3. af Skotland, da Jakob 3.'s hustru, Margrete af Danmark, døde i 1486. Imidlertid blev Jakob 3. dræbt i kamp i 1488.
Elizabeth Woodville døde i Bermondsey Abbey den 8. juni 1492. Med undtagelse af dronningen, som var højgravid med sit fjerde barn, og Cecilie af York, deltog alle hendes døtre, Anne af York (den senere hustru til Thomas Howard), Katarina af York (den senere grevinde af Devon) og Birgitte af York (nonne i Dartford Priory), i begravelsen på Windsor Castle. Elizabeths testamente havde foreskrevet en enkel ceremoni. De bevarede beretninger om hendes begravelse den 12. juni 1492 antyder, at mindst en kilde "klart mente, at en dronnings begravelse burde have været mere pragtfuld" og kan have protesteret over, at "Henrik 7. ikke kunne arrangere en mere dronningeværdig begravelse til sin svigermor", skønt enkelheden var enkedronningens eget ønske. Et brev, fundet i 2019, skrevet i 1511 af Andrea Badoer, den venetianske ambassadør i London, antyder, at hun var død af pest. Det ville forklare den hast og mangel på offentlig ceremoni ved hendes begravelse. Elizabeth blev stedt til hvile i samme kapel som sin mand kong Edvard 4. i St George's Chapel i Windsor Castle.

## Børn

### Med sir John Grey
- Thomas Grey, jarl af Huntingdon, markis af Dorset og Lord Ferrers de Groby (1455 – 20. september 1501), giftede sig først med Anne Holland. Hun døde ung uden børn; han blev gift anden gang den 18. juli 1474 med Cecily Bonville, i sin egen ret baronesse Harington og Bonville, som fødte ham 14 børn. Den omstridte dronning lady Jane Gray er en direkte efterkommer af denne linje.[27]
- Richard Grey (1457-25 juni 1483) blev henrettet på Pontefract Castle.

### Med kong Edvard 4.
- Elizabeth of York (11. februar 1466 - 11. februar 1503), dronning af England som hustru til Henrik 7. (regerede 1485–1509). Mor til Henrik 8. (regerede 1509–1547).
- Maria af York (11. august 1467 - 23. maj 1482), begravet i St Georg's Chapel i Windsor Castle
- Cecilie af York (20. marts 1469 - 24. august 1507), viscountess Welles
- Edvard 5. af England (2. november 1470 - omkring 1483), en af prinserne i Tower
- Margrete af York (10. april 1472 - 11. december 1472), begravet i Westminster Abbey
- Richard, hertug af York (17. august 1473 - omkring 1483), en af prinserne i tårnet
- Anne af York (2. november 1475 - 23. november 1511), Lady Howard
- Georg, hertug af Bedford (marts 1477 - marts 1479), begravet i St George's Chapel, Windsor Castle
- Katarina af York (14. august 1479 - 15. november 1527), grevinde af Devon
- Birgitte af York (10. november 1480-1507), nonne i Dartford Priory i Kent Elizabeths døtre med Edvard 4.

## I litteraturen
Elizabeth Woodville menes at have været forfatter til det ene af tre digte på middelengelsk tilskrevet en kvindelig forfatter. En "Salme til Venus", der findes i manuskript, hvori det tilskrives "Dronning Elizabeth", er et komplekst digt på seks strofer, der roser Venus, kærlighedsgudinden. Det er "videreudvkling af sestineen", hvor den første linje i hver syvlinjes strofe også er dens sidste linje, og linjerne i den første strofe giver de første linjer i hver efterfølgende strofe.

### Faglitteratur
- Elizabeth Woodville: Mother of the Princes in the Tower (2002) af David Baldwin
- Elizabeth Wydeville: The Slandered Queen (2005) af Arlene Okerlund
- The Women of the Cousins' War (2011) af Philippa Gregory, David Baldwin og Michael Jones. Bogen omhandler Jacquetta af Luxemburg (Elizabeth Woodvilles mor) (beskrevet af Philippa Gregory), Elizabeth Woodville (beskrevet by David Baldwin), and Lady Margaret Beaufort (mor til Elizabeth Woodvilles svigersøn kong Henrik 7.) (beskrevet af Michael Jones)
- Elizabeth Woodville (2013) af David MacGibbon
- The Woodvilles: The Wars of the Roses and England's Most Infamous Family (2013) af Susan Higginbotham
- Edward IV and Elizabeth Woodville: A True Romance (2016) af Amy Licence

### Skønlitteratur
Edvard 4.'s kærlighed til sin hustru fejres i sonet 75 af Philip Sidneys Astrophel and Stella (skrevet 1586, udgivet 1591).
Hun optræder i to af Shakespeares skuespil: Henrik den Sjette, 3. del fra 1592) i en lille rolle, og Richard den Tredje(ca. 1592), hvor hun har en hovedrolle. Shakespeare portrætterer Elizabeth som en stolt og tillokkende kvinde i Henrik den Sjette. 3. del. I Richard 3. er hun forgræmmet af at skulle forsvare sig mod modstandere i hoffet, herunder hendes svoger Richard. Hun er en af Richards dygtigste modstandere, idet hun gennemskuer ham fra begyndelsen, men hun er også melodramatisk og selvmedlidende. Selvom de fleste moderne udgaver af Henrik den Sjette, del 3, og Richard 3. kalder hende "Dronning Elizabeth", henviser Shakespeares 1. Folio til hende først som "Lady Grey" og senere blot "Dronning".
Romaner med Elizabeth Woodville:
- The Last of the Barons af Edward Bulwer-Lytton, tilgængelig online.
- Dickon (1929) af Marjorie Bowen.
- The Daughter of Time (1951), Josephine Teys klassiske mysterium.
- The White Rose (1969) af Jan Westcott.
- The King's Grey Mare (1972) af Rosemary Hawley Jarman, en fiktiv biografi af Elizabeth Woodville.
- The Woodville Wench (udgivet i USA som The Queen Who Never Was) (1972) af Maureen Peters.
- The Sunne in Splendour (1982) af Sharon Kay Penman.
- The Sun in Splendour (1982) af Jean Plaidy.
- A Secret Alchemy (2009) af Emma Darwin.
- The White Queen (2009) af Philippa Gregory, der låner Rosemary Hawley Jarmans overnaturlige elementer fra The King's Grey Mare. Elizabeth Woodville optræder også i andre romaner i Philippa Gregorys Cousins' War bogserie.
- The King's Grace (2009) af Anne Easter Smith. Fortællingen om Edvard 4.'s illegitime datter, der tilbringer mange år i enkedronningens tjeneste.
- Das Spiel der Könige, en historisk roman på tysk af Rebecca Gablé.
- Bloodline (2015) og Ravenspur (2016), i "Wars of Roses"-serien af Conn Iggulden.

## På film og tv og i musik

### Film
- Richard III (1911): blev Elizabeth Woodville spillet af Violet Farebrother.
- Richard III (1912): blev Elizabeth Woodville blev spillet af Carey Lee.
- I den franske film, Les enfants d'Édouard (1914), blev Elizabeth Woodville spillet af Jeanne Delvair.
- Jane Shore (1915): blev Elizabeth Woodville spillet af Maud Yates.
- Tower of London (1939): blev Elizabeth Woodville blev spillet af Barbara O'Neil.
- Richard III (1955): blev Elizabeth Woodville portrætteret af Mary Kerridge.
- I den ungarske tv-film III. Richárd (1973) blev Elizabeth Woodville spillet af Rita Békés.
- Richard III (1995): blev Elizabeth Woodville spillet af Annette Bening .
- Looking for Richard (1996): blev Elizabeth Woodville spillet af Penelope Allen.
- Richard III (2005): blev Elizabeth Woodville spillet af Caroline Burns Cooke.
- Richard III (2008): blev Elizabeth Woodville spillet af María Conchita Alonso.

### TV
- An Age of Kings (1960): blev Elizabeth Woodville portrætteret af Jane Wenham.
- Wars of the Roses (1965): blev Elizabeth Woodville spillet af Susan Engel.
- The Shadow of the Tower (1972): blev Elizabeth Woodville spillet af Stephanie Bidmead
- The Third Part of Henry the Sixth og The Tragedy of Richard III (1983): blev Elizabeth Woodville spillet af Rowena Cooper.
- The White Queen (2013): blev Elizabeth Woodville portrætteret af Rebecca Ferguson.
- The Hollow Crown, Henry VI og Richard III (2016): blev Elizabeth Woodville spillet af Keeley Hawes.
- The White Princess (2017): blev Elizabeth Woodville spillet af Essie Davis.

### Musik
- I 2020 portrætterede Vicki Manser Elizabeth Woodville på optagelsen af A Mother's War, en musical baseret på Rosekrigene.

## Yderligere læsning
- Philip Butterworth and Michael Spence, 'William Parnell, supplier of staging and ingenious devices, and his role in the visit of Elizabeth Woodville to Norwich in 1469', Medieval English Theatre 40 (2019) Arkiveret 12. juni 2019 hos  Wayback Machine
- David Baldwin, Elizabeth Woodville (Stroud, 2002)
- Christine Carpenter, The Wars of the Roses (Cambridge, 1997)
- Philippa Gregory, David Baldwin, Michael Jones, The Women of the Cousins' War (Simon & Schuster, 2011)
- Michael Hicks, Edward V (Stroud, 2003)
- Rosemary Horrox, Richard III: A Study of Service (Cambridge, 1989)
- JL Laynesmith, The Last Medieval Queens (Oxford, 2004)
- AR Myers, Crown, Household and Parliament in Fifteenth-Century England (London og Ronceverte: Hambledon Press, 1985)
- Arlene Okerlund, Elizabeth Wydeville: The Slandered Queen (Stroud, 2005); Elizabeth: England's Slandered Queen (Stroud, 2006)
- Charles Ross, Edward IV (Berkeley, 1974)
- George Smith, Coronation of Elizabeth Wydeville (Gloucester: Gloucester Reprints, 1975; oprindeligt udgivet i 1935)
- Anne Sutton og Livia Visser-Fuchs, "'A Most Benevolent Queen': Queen Elizabeth Woodville's Reputation, Her Piety, and Her Books", The Ricardian, X:129, June 1995. s. 214–245.